# Geevor Tin Mine
Die Geevor Tin Mine, ehemals North Levant Mine, ist ein ehemaliges Zinnbergwerk im äußersten Westen von Cornwall, zwischen den Dörfern Pendeen und Trewellard. Es war zwischen 1911 und 1990 in Betrieb und produzierte in dieser Zeit etwa 50.000 Tonnen Zinn. Das Bergwerk ist heute ein Museum und Ankerpunkt der europäischen Route der Industriekultur. Seit 2006 gehört das Bergwerk zum UNESCO-Weltkulturerbe und ist Teil der Bergbaulandschaft von Cornwall und West Devon.

## Herkunft des Namens
Cornisch „Whe(a)l an Gever“ wird von „Whel“ oder „Wheal“ (deutsch: Bergwerk) und „Gever“ oder „Gaver“ (deutsch: Ziege) abgeleitet. Damit lässt sich der Name wörtlich mit „Ziegenbergwerk“ übersetzen. Allerdings wird für „Geevor“ auch die Übersetzung „abgesunkene Straße“ vorgeschlagen und „Gever“ von „gew“ (deutsch: umhegtes Feld) abgeleitet. Letztlich meint der ursprünglich gewählte Name des kleinen Unternehmens namens „Wheal an Giver“, aus dem das Bergwerk hervorging, „ein Stück Boden, das von Ziegen beweidet ist“.

## Geologie
Das Untergrundgestein besteht aus Granit, ein wenig Schiefer und weiteren Gesteinen. Kupfer wurde sowohl elementar (gediegen) als auch in verschiedenen Mineralsalzen gefunden. Hierbei führend ist das Chalcosit. Zinn wird gewerbsmäßig abgebaut, wohingegen Kupferbergbau in den Hintergrund getreten ist. Weitere dort vorkommende Metalle sind Wismuth, Blei, Zink und Uran. Auch seltene Mineralien wie blau-grünes Kupferchlorid, Stokesit und Botellackit kommen dort vor. Quarz und Amethyst werden ebenfalls dort gefunden und sind für ihre regionaltypisch besondere Schönheit auch überregional bekannt. Arsenverbindungen sind beigemischt.

## Geschichte
Seit dem späten 18. Jahrhundert wurden im Gebiet um das Bergwerk Zinn und Kupfer abgebaut. Der Abbau wurde bis 1840 unter dem Namen East Levant Mine und von 1851 bis zur Schließung 1891 als North Levant betrieben. Während der 1880er Jahre wurden dort 176 Bergleute beschäftigt. Nach der Schließung von North Levant gab es in der Gegend nur noch wenige Bergarbeiter.
Anfang des 20. Jahrhunderts kam es zu einem Neubeginn. 1899 hatte eine Gruppe von Bergleuten aus St Just, die nach Südafrika ausgewandert waren, infolge des Ausbruchs des Zweiten Burenkrieges zurückkehren müssen. Sie pachteten die Grubenfelder und gründeten 1901 eine Firma namens Levant North (Wheal Geevor). Diese wurde 1904 von der West Australian Gold Field Company Ltd. erworben, die 1911 verschiedene Bergwerke unter dem Namen Geevor Tin Mines Ltd. zusammenführte, nicht lange nachdem der Zinnpreis von einem Tief von 64 Pfund je Tonne im Jahr 1896 auf 181 Pfund im Jahr 1906 gestiegen war.
Mit dem Bau des Wethered-Schachts (benannt nach Oliver Wethered, einem der Gründer des Bergwerks) wurde 1909 begonnen. Das Bergwerk stellte 1921 den Betrieb vorübergehend ein und während der Zinnkrise 1930, in der viele andere Bergwerke in Cornwall dauerhaft geschlossen wurden, erneut für 12 Monate. 1944 wurde die Arbeit am Wethered-Schacht eingestellt. Der zweite Schacht (Victory Shaft) blieb jedoch weiterhin in Betrieb.
Vom Ende des Zweiten Weltkriegs bis in die frühen 1960er Jahre fiel es sowohl Geevor als auch South Crofty schwer, Kapital zu beschaffen und qualifizierte Bergleute einzustellen. Beide Bergwerke nahmen zu dieser Zeit polnische und italienische Bergleute auf. Neue Investitionen, vorausschauendes Management und steigende Zinnpreise in den 1960er Jahren verbesserten die Situation. Damals waren rund 270 Mitarbeiter im Bergwerk beschäftigt.
In den 1960er Jahren wurden neue Lagerstätten erkundet, unter anderem in den unter dem Meer befindlichen Abbaugebieten der 1930 geschlossenen Levant Mine. Diese Arbeiten wurden durch einsickerndes Meereswasser erschwert; die Stollen mussten aufwändig abgesichert werden. 1985 fielen die Zinnpreise deutlich. Es wurde noch einige Jahre versucht, den Bergwerksbetrieb aufrechtzuerhalten. Letztlich wurde es jedoch 1990 geschlossen. Im Mai 1991 wurde mit der Flutung der Grube begonnen. Heute steht das Wasser auf Meeresspiegelniveau in der Grube.
Die Geevor Tin Mine ist heute eine Touristenattraktion und beherbergt ein Museum. Sie ist seit 2006 Teil des UNESCO-Weltkulturerbes Bergbaulandschaft von Cornwall und West Devon. Mit einer Fläche von 270.000 m2 ist sie das größte erhaltene Zinnbergwerk in Großbritannien.

## Weiterführende Literatur
- Cyril Noall: The St Just Mining District (= Monographs on Metalliferous Mining History, Bd. 5). D. Bradford Barton, Truro 1973, S. 99–125 (Kapitel: North Levant and Geevor)
- Geevor. In: Proceedings of the 9th Commonwealth Mining and Metallurgical Congress 1969. Institution of Mining and Metallurgy, London 1970.